# Rezolucja Rady Bezpieczeństwa ONZ nr 1747
Rezolucja Rady Bezpieczeństwa ONZ nr 1747 została przyjęta 24 marca 2007 podczas 5647. posiedzenia Rady.
Rezolucja dotyczy irańskiego programu atomowego. Rada wzywa Teheran do podporządkowania się wcześniejszej rezolucji nr 1737 oraz decyzjom Rady Dyrektorów Międzynarodowej Agencji Energii Atomowej (MAEA). Nakłada także na Iran sankcje w postaci embarga na import broni z tego państwa, jak również rozciąga sankcje indywidualne opisane w rezolucji 1737 na kolejnych 15 osób i 10 instytucji. Nakazuje też sekretarzowi generalnemu MAEA przedstawienie w ciągu 60 dni raportu na temat spełnienia przez Iran żądań Rady. 